# Верморель, Огюст
Огюст Жан-Мари Верморе́ль (фр. Auguste-Jean-Marie Vermorel; 21 июня 1841, Денисе — 20 июня 1871, Версаль) — французский публицист, журналист, издатель, политик и революционер; участник Парижской коммуны.

## Биография
Огюст Верморель родился 21 июня 1841 года в Денисе. С юности придерживался радикальных и социалистических взглядов. В 1861 году основал литературный журнал «Молодая Франция» (La Jeune France) и возглавлял его вместе с Ги де Бино и Анри дю Клёзью. Работал в газетах Presse (1864) и Liberté (1866). В том же 1866 году он был назначен редактором Courrier Français, и его нападки на правительство в статьях, публикуемых в этой газете, привели к его аресту. В 1869 году он был редактором Réforme и был снова заключён в тюрьму за осуждение правительства в своих статьях.
После падения Второй империи в 1870 году он был 4 октября освобождён, но 30 октября вновь арестован за выступления против Правительства национальной обороны. Во время осады Парижа немцами (сентябрь 1870 — март 1871) он бежал в провинцию, но вернулся 18 марта 1871 года после восстания коммунаров и принял активное участие в Парижской коммуне.
26 марта 1871 года его избрали в Главный совет Коммуны, он также входил в состав комитета по вопросам правосудия и исполнительного комитета, а позже в состав комитета безопасности. В период Коммуны Верморель издавал в Париже две газеты, L’Ordre и L’Ami du Peuple, вышло по 4 номера каждой из них. Голосовал против создания Комитета общественного спасения.
Он был серьёзно ранен 25 мая, сражаясь на баррикадах во время Кровавой недели, взят в плен и перемещён в Версаль, где и умер в тюрьме от отсутствия должной медицинской помощи.